# Eric Ayuk
Eric Ayuk (Yaundé, Camerún, 17 de febrero de 1997) es un futbolista camerunés nacionalizado estadounidense. Juega de mediocampista.

## Clubes
| Club                      | País           | Año  | PJ | Goles |
| ------------------------- | -------------- | ---- | -- | ----- |
| Philadelphia Union        | Estados Unidos | 2015 | 28 | 2     |
| Harrisburg City Islanders | Estados Unidos | 2015 | 1  | 1     |
| Philadelphia Union        | Estados Unidos | 2016 | 1  | 0     |
| Bethlehem Steel           | Estados Unidos | 2016 | 17 | 3     |
| Jönköpings Södra IF       | Suecia         | 2017 | 12 | 1     |